# Santa Isabel (Boa Vista)
Santa Isabel (per la reina Elisabet de Portugal) és una freguesia (parròquia civil) de Cap Verd. Cobreix la part oriental de l'illa i del municipi de Boa Vista, i conté la capital de l'illa, Sal Rei. La freguesia consta dels següents assentaments:
- Bofarreira
- Estância de Baixo
- Povoação Velha
- Rabil
- Sal Rei